# پروفسور پیگ
پروفسور پیگ (به انگلیسی: Professor Pyg) با نام اصلی لازلو ولنتین، یک شخصیت خیالی ابرشرور در کتاب‌های کامیک آمریکایی منتشر شده توسط دی‌سی کامیکس است که اغلب به عنوان دشمن شخصیت ابرقهرمان بتمن به‌شمار می‌رود. این شخصیت توسط نویسنده گرنت موریسون و طراح اندی کوبرت خلق شده‌است و برای اولین بار در شمارهٔ ۶۶۶ از مجموعه کمیک‌های بتمن (ژوئیه ۲۰۰۷) حضور پیدا کرد.

## در رسانه‌ها
- مایکل سروریس نقش او را در فصل چهارم از مجموعهٔ تلویزیونی گاتهام بازی می‌کند.
- همچنین در بازی ویدئویی بتمن: شوالیه آرکهام نیز حضور دارد.

## زندگی و سرگذشت
تا به‌حال سرگذشت‌های متفاوتی برای او ارائه شده‌است.

### در سریال گاتهام
او در ابتدا یک پلیس بود، اما بعداً با دیدن فساد در پلیس گاتهام، یک جنایتکار شد و ماسکی شبیه به سر خوک به صورتش زد. او اعضای بدن انسان‌ها را تکه‌تکه و گاهی با اعضای بدن خوک عوض می‌کند و سپس آنها را کباب می‌کند.

### در کمیک (سرگذشت اصلی)
او یک داروساز بود که برای یک سازمان جاسوسی کار می‌کرد. اما طی یک حادثه خودش با دارویش مسموم شد و در آزمایشی خشونت‌بار از هزارتوای وحشتناک عبور کرد و خودش فردی بسیار بی رحم شد. او از یک اسطوره یونانی به نام پیگمالون الهام گرفته شده‌است. سپس سعی کرد با عمل‌های وحشیانه روی افراد آنها را به شکل موردعلاقه خود درآورد و سپس بر آنها تسلط یابد.